# První vláda Engelberta Dollfusse
První vláda Engelberta Dollfusse (německy Bundesregierung Dollfuß (I)) byla vláda první Rakouské republiky vedená spolkovým kancléřem Engelbertem Dollfussem, která úřadovala od 20. května 1932 do 21. srpna 1933 na koaličním půdorysu křesťansko-sociální strany, Landbundu a Heimwehru.

## Členové vlády
| Člen vlády                   | Úřad                                                                      | Období ve funkci  | Období ve funkci          | Strana      | Strana      | Ref.        |
| Člen vlády                   | Úřad                                                                      | nástup            | odchod                    | Strana      | Strana      | Ref.        |
| Kancléřství                  | Kancléřství                                                               | Kancléřství       | Kancléřství               | Kancléřství | Kancléřství | Kancléřství |
| ---------------------------- | ------------------------------------------------------------------------- | ----------------- | ------------------------- | ----------- | ----------- | ----------- |
| Engelbert Dollfuss           | kancléř a úřadující ministr zemědělství a lesnictví                       | 20. května 1932   | pokračování v další vládě |             | CSP         | [ 1 ]       |
| Franz Winkler                | vicekancléř pověřený technickým řízením záležitostmi hospodářské politiky | 20. května 1932   | 10. května 1933           |             | Landbund    | [ 1 ]       |
| Franz Bachinger              | ministr pověřený technickým řízením vnitřními správními záležitostmi      | 20. května 1932   | 10. května 1933           |             | Landbund    | [ 1 ]       |
| Vinzenz Schumy               | ministr pověřený technickým řízením vnitřní správy a hospodářské politiky | 10. května 1933   | 21. září 1933             |             | Landbund    | [ 1 ]       |
| Hermann Ach                  | ministr pověřený technickým řízením veřejné bezpečnosti                   | 20. května 1932   | 28. září 1932             |             | nezávislý   | [ 1 ]       |
| Emil Fey                     | ministr pověřený technickým řízením veřejné bezpečnosti                   | 28. září 1932     | 21. září 1933             |             | Landbund    | [ 1 ]       |
| Otto Ender                   | ministr pověřený technickým řízením ústavní a správní reformy             | 19. července 1933 | 21. září 1933             |             | CSP         | [ 1 ]       |
| Ministři                     |                                                                           |                   |                           |             |             |             |
| Kurt Schuschnigg             | ministr spravedlnosti                                                     | 20. května 1932   | 21. září 1933             |             | CSP         | [ 1 ]       |
| Anton Rintelen               | ministr školství                                                          | 20. května 1932   | 24. května 1933           |             | CSP         | [ 1 ]       |
| Kurt Schuschnigg (úřadující) | ministr školství                                                          | 24. května 1933   | 21. září 1933             |             | CSP         | [ 1 ]       |
| Josef Resch                  | ministr práce a sociálních věcí                                           | 20. května 1932   | 11. března 1933           |             | CSP         | [ 1 ]       |
| Robert Kerber                | ministr práce a sociálních věcí                                           | 11. března 1933   | 21. září 1933             |             | nezávislý   | [ 1 ]       |
| Emanuel Weidenhoffer         | ministr financí                                                           | 20. května 1932   | 10. května 1933           |             | CSP         | [ 1 ]       |
| Karl Buresch                 | ministr financí                                                           | 10. května 1933   | 21. září 1933             |             | CSP         | [ 1 ]       |
| Guido Jakoncig               | ministr obchodu a dopravy                                                 | 20. května 1932   | 10. května 1933           |             | Heimwehr    | [ 1 ]       |
| Fritz Stockinger             | ministr obchodu a dopravy                                                 | 10. května 1932   | 21. září 1933             |             | CSP         | [ 1 ]       |
| Carl Vaugoin                 | ministr obrany                                                            | 20. května 1932   | 21. září 1933             |             | CSP         | [ 1 ]       |